# Troglohyphantes gamsi
Troglohyphantes gamsi is een spinnensoort in de taxonomische indeling van de hangmatspinnen (Linyphiidae).
Het dier behoort tot het geslacht Troglohyphantes. Het is een grottensoort die voorkomt in Slovenië, de typelocatie is Kupljenik (Bled). De wetenschappelijke naam van de soort werd voor het eerst geldig gepubliceerd in 1978 door Christa L. Deeleman-Reinhold. De naam is een eerbetoon aan dr. I. Gams, hoogleraar fysische geografie aan de universiteit van Ljubljana.